# 파벨 미셴코
파벨 이바노비치 미셴코(러시아어: Павел Иванович Мищенко, 우크라이나어: Павло Іванович Міщенко 파울로 이바노비치 미셴코[*], 1853년 1월 22일 - 1918년)는 러시아 제국의 군인이다. 우크라이나인으로 포병 대장, 시종 무관장이었으며, 러일 전쟁에 종군했다.

## 개요
미셴코는 1853년 다게스탄의 러시아 요새 주거지인 테미르한슈라(현재의 부이낙스크)에서 태어났다. 1871년 포병 장교로 제1파블롭스크(파벨) 군사 학교를 졸업하고, 제38 포병 여단에 배속되었다. 1873년 히바 칸국 원정과 1877년 러시아 - 투르크 전쟁에 종군하여 제2 척탄 포병 여단의 중대를 지휘했다. 1899년에는 동청 철도 경비 대장 보좌관으로 만주에 있었다. 의화단 운동이 발발하자 동청 철도 남부 과장으로 활약했고, 성 게오르기 훈장(4등)을 수여받았다. 1901년 6월부터 1902년 3월까지 관동주의 제39 보병사단 제1여단장을 역임했다.
1903년 3월부터 미셴코는 러시아군 혼성 코사크 바이칼 여단장이 되었고, 러일 전쟁에 종군했다. 1904년부터 1905년까지 러일 전쟁 기간에는 사하 전투, 산데푸 전투에서 활약하면서, 러시아군 최일선의 기병 지휘관에게 명성을 얻었다. 1905년 2월 17일부터 혼성 우랄, 바이칼, 코자크 사단장이 되었다. 같은 해 8월 30일 극동 총사령관의 관할 하에 놓인다. 그 해에 성 게오르기 골드 소드 훈장을 수여 받았다.
1906년 9월부터 제11 코카시안 군단장이 되었다.
전쟁이 끝난 후인 1908년 5월부터 1909년 3월까지, 투르키스탄 총독, 투르키스탄 군관구 사령관이 되었다. 1910년에 장군으로 승진되었고, 1911년부터 12년까지 돈 카자크의 아타만이 되었다.
제1차 세계 대전 개전 초기에 군단장을 대신하여 제2 코카시안 군단을 지휘했다. 1915년 3월 남서 전선의 제31군단장이 되었다. 2월 혁명 후 고급지휘관 숙청 시 군단장에서 파면되었고, 1917년 4월 질병을 이유로 퇴역하여 주변을 놀라게 했다. 그 후에도 항상 계급장과 훈장을 지니고 있었다. 볼셰비키가 미셴코의 집에 침입하여 강제로 계급장과 훈장을 박탈해 가자 그는 집에서 권총으로 자살했다.

## 영전
- 성 안네 훈장 (3등) 1873년
- 성 블라디므르 훈장 (4등) 1881년
- 성 스타니스라우스 훈장 (2등) 1887년
- 성 안네 훈장 (2등) 1893년
- 성 게오르기 훈장 (4등) 1901년
- 성 블라디미르 훈장 (3등) 1901년
- 성 스타니스라우스 훈장 (1등) 1904년
- 성 게오르기 골드 소드 훈장 1905년
- 성 안네 훈장 (1등) 1905년
- 성 블라디미르 훈장 (2등) 1908년
- 화이트 이글 훈장 (러시아) 1911년, 1915
- 알렉산드르 네프스키 훈장 (러시아) 1914년

## 참고 자료
- Connaughton, Richard (2003). Rising Sun and Tumbling Bear. Cassell. ISBN 0-304-36657-9
- Kowner, Rotem (2006). 《Historical Dictionary of the Russo-Japanese War》. Scarecrow. ISBN 0-8108-4927-5.